# 엠트리시타빈
FTC라고도 불리는 엠트리시타빈(Emtricitabine, 체계명 : 2',3'-dideoxy-5-fluoro-3'-thiacytidine, 상품명 : Emtriva (예전 상품명 : Coviracil))은 성인과 아이에 대한 HIV 감염의 예방과 치료를 위해 사용되는 뉴클레오시드 역전사효소 억제약(NRTI)이다.
엠트리시타빈(Emtricitabine)은 테노포비르 디소프록실(tenofovir disoproxil)과 함께 복합제로 상품명으로는 트루바다(Truvada)로 시판되어 있으며, 테노포비르 알라페나미드(tenofovir alafenamide)와 함께 조합된 복합제로는 상품명 데스코비(Descovy)로 시판되어 있다.
엠트리시타빈(Emtricitabine)과 테노포비르(tenofovir), 그리고 에파비렌즈(efavirenz) 이 3개의 성분을 조합한 복합제로는 Atripla라는 상품명으로 2006년 7월 12일에 미국식품의약국(FDA, Food and Drug Administration)에 승인되었다.
엠트리시타빈(Emtricitabine)을 포함한 4가지 성분을 조합한 복합제로는 상품명 스트리빌드(Stribild)와 젠보야(Genvoya)로 시판되어 있다.
2021년에는 엠트리시타빈이 미국에서 2008년부터 2018년까지의 데이터베이스를 기준으로 241 번째로 가장 많이 처방된 의약품으로 선정되었다.

## 의료적 용도

### HIV감염
엠트리시타빈(Emtricitabine)은 HIV-1 감염의 예방 및 치료를 위해 다른 항레트로 바이러스약과 함께 사용된다.

### HBV 감염
엠트리시타빈(Emtricitabine)은 B 형 간염 바이러스 (HBV)에 대한 임상 활성을 가지고 있지만 B형 간염 바이러스(HBV) 감염 치료에 대한 미국 식품의약국(FDA) 승인을 받지는 않았다. 만성 HBV 환자의 경우에서 48주간의 엠트리시타빈 치료로 조직학적, 바이러스학적, 생화학적으로의 유의미한 개선이 확인되었다. 치료 중 엠트리시타빈의 안정성은 위약의 안정성과 유사했으며 엠트리시타빈 투여 환자의 23%에서 HBV 감염 치료 후 악화가 발생하였다.

## 유해작용
엠트리시타빈(Emtricitabine)의 유해효과로 가장 흔하게 나타나는 증상은 설사, 두통, 발진 및 구역이다. 발바닥이나 손바닥에 과다색소침착(hyperpigmentation)이 발생할 수 있으며 아프리카계 미국인에게서 특히 많이 나타난다.

## 기전
엠트리시타빈(Emtricitabine)은 시티딘(cytidine)의 유사체이다. 이 약물은 HIV의 RNA를 DNA로 역전사하는 효소인 역전사효소를 억제함으로써 작동한다. 엠트리시타빈은 HIV의 복제 과정의 핵심을 방해함으로써 환자의 체내에 HIV 바이러스양을 감소시키며, 간접적으로는 면역세포(T 세포/CD4+ T세포)의 숫자를 증가시키는 데 도움을 줄 수 있다. 이러한 변화들은 더 건강한 면역 체계를 갖게 하며 심각한 질병의 가능성을 낮춘다.

## 역사
엠트리시타빈(Emtricitabine)은 에모리 대학교(Emory University)의 ennis C. Liotta 박사, Raymond F. Schinazi 박사, 최우백 박사가 발견했으며 1996년에 Emory가 Triangle Pharmaceuticals에 라이센스를 부여했다.Triangle Pharmaceuticals은 2003년에 길리어드 사이언스(Gilead Sciences)에 인수되어 개발을 완료하였고 상품명 Emtriva으로 2003년 7월 2일에 미국 식품의약국(FDA)에 승인을 받았다.